# Sorcha Cusack
Sorcha Cusack (Dublin, 9 april 1949) is een Ierse actrice. 

## Biografie
Cusack werd geboren in Dublin als dochter van acteur Cyril Cusack, en zus van actrices Sinéad, Niamh en Catherine. Door haar zus Sinéad is zij een schoonzus van acteur Jeremy Irons en is tante van acteur Max Irons. Zij is getrouwd en heeft hieruit een dochter en een zoon. 
Cusack begon in 1973 met acteren in de miniserie Jane Eyre, waarna zij nog meerdere rollen speelde in televisieseries en films. Zij is onder andere bekend van haar rol als Kate Wilson in de televisieserie Casualty (1994-1997), en van haar rol als mrs. McCarthy in de televisieserie Father Brown (2013-2022). Naast het acteren voor televisie is zij ook actief in het theater.

## Filmografie

### Films
Uitgezonderd korte films
- 2017 Modern Life Is Rubbish - als Mary
- 2016 The Flag - als tante Agnes
- 2014 Mrs. Brown's Boys D'Movie - als Justice Dickie
- 2011 Lost Christmas - als Nan
- 2011 The Italian Key - als oudere Cabella (stem)
- 2006 Rabbit Fever - als moeder van Ally
- 2006 Middletown - als mrs. Lennon
- 2004 (Past Present Future) Imperfect - als Diana
- 2000 One of the Hollywood Ten - als mrs. McGuire
- 2000 Snatch - als moeder O'Neil
- 1999 Plastic Man - als Erin McConnell
- 1998 Corn Devils - als Mary Sturdley
- 1986 Hold the Dream - als Bridget O'Donnell
- 1982 Angel - als Mary
- 1978 A Hitch in Time - als miss Campbell

### Televisieseries
Uitgezonderd eenmalige gastrollen.
- 2013-2022 Father Brown - als mrs. McCarthy - 98 afl.
- 2018-2022 A Discovery of Witches - als Marthe - 12 afl.
- 2021 This Way Up - als Mammy - 3 afl.
- 2015 River - als Bridie Stevenson - 5 afl.
- 2010-2011 Pete Versus Life - als Noreen - 6 afl.
- 2011 Mrs. Brown's Boys - als Hilary Nicholson - 2 afl.
- 2011 Silent Witness - als Miranda Silverlake - 2 afl.
- 2009 The Royal - als Sinead Donahue - 2 afl.
- 2008 Coronation Street - als Helen Connor - 19 afl.
- 2003 Silent Witness - als Denise Morris  - 2 afl.
- 2002 Playing the Field - als Ruth Hobbs - 2 afl.
- 1999 Eureka Street - als Caroline - 3 afl.
- 1994-1997 Casualty - als Kate Wilson - 75 afl.
- 1990 The Real Charlotte - als Lucy Lambert - 2 afl.
- 1980 The Square Leopard - als Nesta Wright - 6 afl.
- 1974 Rooms - als Sally - 2 afl.
- 1974 Napoleon and Love - als Hortense - 5 afl.
- 1973 Jane Eyre - als Jane Eyre - 5 afl.

- Gemeinsame Normdatei: 1053537913
- International Standard Name Identifier: 0000 0003 7206 2879
- Library of Congress Control Number: no2002093306
- Nederlandse Thesaurus van Auteursnamen: 370128451
- Virtual International Authority File: 73149106267868492358